# テューキーの補題
テューキーの補題（英: Tukey's lemmaあるいは英: Teichmüller–Tukey lemma）とは、ある性質を満たす集合族が包含関係に関する極大元を持つことを保証する命題である。ジョン・テューキーが初めに使用したことからその名前がついた。選択公理やツォルンの補題と同値であることが知られている。

## 定義
テューキーの補題は、空でない集合族{\displaystyle {\mathcal {F}}}が有限性（Finite character）を満たすならば、{\displaystyle {\mathcal {F}}}は包含関係に関する極大元を持つという命題である。
集合族{\displaystyle {\mathcal {F}}}がFinite characterを満たすとは、次の性質を満たすことを言う。
- 任意の集合{\displaystyle A}に対し、{\displaystyle A}の各有限部分集合が{\displaystyle {\mathcal {F}}}に含まれるとき、そしてその時に限り、{\displaystyle A}は{\displaystyle {\mathcal {F}}}に含まれる。

## 応用
選択公理から「任意のベクトル空間は基底を持つ」が従うことが知られているが、これはテューキーの補題を経由して以下のように証明される。まず、{\displaystyle {\mathcal {F}}}を線形独立なベクトルの集合からなる集合族とすると、これはFinite characterを持つ。なぜなら、{\displaystyle A}を線形独立なベクトルの集合とすると、当然その部分集合も線形独立であり、逆にもし集合{\displaystyle A}の任意の有限部分が線形独立なら、（線形独立性は有限個のベクトル間の関係だから）{\displaystyle A}も線形独立な集合となるからである。よって、テューキーの補題より、包含関係に関して極大である線形独立なベクトルの集合{\displaystyle B}が存在する。{\displaystyle B}が基底であることは、もし{\displaystyle B}の元の線形結合で表せないベクトルが存在したとすると、それをBに加えればBより大きい線形独立なベクトルの集合が得られてしまうことからわかる。

## 選択公理との同値性
テューキーの補題から選択公理を導くことができる。{\displaystyle {\mathcal {F}}}を空でない集合の集合族とし、{\displaystyle {\mathcal {B}}}を{\displaystyle {\mathcal {F}}}の部分集合上の選択関数になっているような関数全体の集合とする。選択関数の部分集合は元の選択関数の定義域を制限した選択関数であることなどから、{\displaystyle {\mathcal {B}}}はFinite characterを満たす。よってテューキーの補題より{\displaystyle {\mathcal {B}}}には包含関係による極大元が存在する。極大性より、その定義域が{\displaystyle {\mathcal {F}}}全体になっていることがわかる。
逆に選択公理からテューキーの補題を導くには、ツォルンの補題を経由する。{\displaystyle {\mathcal {F}}}を空でない集合族でFinite characterを満たすものとする。{\displaystyle {\mathcal {B}}}を{\displaystyle {\mathcal {F}}}の包含関係に関する任意の鎖とする。{\displaystyle A=\cup \{X:X\in {\mathcal {B}}\}}の任意の有限部分集合{\displaystyle S}を考えると、{\displaystyle S}の各要素は何らかの{\displaystyle X\in {\mathcal {B}}}に含まれている。{\displaystyle {\mathcal {B}}}が包含関係について全順序で、Sの要素は有限であることから、{\displaystyle S}の要素を全て含む{\displaystyle X'\in {\mathcal {B}}\subset {\mathcal {F}}}が存在する。{\displaystyle S}は{\displaystyle X'\in {\mathcal {F}}}の有限部分集合であるから、Finite characterより{\displaystyle S}は{\displaystyle {\mathcal {F}}}に含まれる。したがって、再びFinite characterより{\displaystyle A}も{\displaystyle {\mathcal {F}}}に含まれる。{\displaystyle A}は鎖{\displaystyle B}の上界となっているから、ツォルンの補題より{\displaystyle {\mathcal {F}}}には極大元が存在する。